# 御所町 (名古屋市)
御所町（ごしょちょう）は、愛知県名古屋市昭和区の地名。

## 歴史

### 町名の由来
豊臣秀吉の母が秀吉を生んだと言い伝えられる「御所屋敷」に由来する。

### 沿革
- 1931年（昭和6年）4月1日 - 中区御器所町の一部により、同区御所町が成立[3]。
- 1937年（昭和12年）10月1日 - 昭和区に編入され、同区御所町となる[3]。
- 1942年（昭和17年）8月25日 - 昭和区御器所町・島退町の各一部を編入する[3]。また、一部が御器所町に編入される[3]。
- 1943年（昭和18年）2月15日 - 昭和区御器所町の一部を編入する[3]。
- 1972年（昭和47年）8月1日 - 昭和区御器所二丁目・御器所三丁目・恵方町にそれぞれ編入され消滅[3]。